# Zerrissen
"Wir beide" é o oitavo single da banda de rock pop alemã Juli.

## Formação
Eva Briegel nos vocais, Simon Triebel como guitarrista, Marcel Römer como baterista, Andreas "Dedi" Herde nos sons de baixo e Jonas Pfetzing também como guitarrista.

## Lançamento e posições nos gráficos
Como todas as músicas do álbum, Zerrissen foi gravado no Mohrmann Studio em Bochum, onde a banda trabalhou no álbum de novembro de 2005 a julho de 2006. After This Life (setembro de 2006) e Wir beide (dezembro de 2006), foi o terceiro single deste álbum. Antes do lançamento do single, a banda tocou a canção como convidado musical no programa Sat.1 Schillerstraße em 20 de abril de 2007. Em 22 de abril de 2007, os músicos – de acordo com a Universal como a primeira banda alemã – completaram uma aparição virtual no programa LIFE 4U na rede Second Life, para o qual os cinco membros da banda foram recriados como avatares.